# 129078 Animoo
129078 Animoo è un asteroide della fascia principale. Scoperto nel 2004, presenta un'orbita caratterizzata da un semiasse maggiore pari a 2,2748688 UA e da un'eccentricità di 0,1854960, inclinata di 3,16522° rispetto all'eclittica.